# Камден (Южная Каролина)
Камден (англ. Camden) — крупнейший город и административный центр округа Кершо в штате Южная Каролина в Соединённых Штатах Америки.
Согласно результатам переписи населения США, проведённой в 2020 году, число жителей города составляло 7788 человек, что, для такого небольшого населённого пункта, существенно больше (+ 13,9%), чем было во время предыдущей переписи прошедшей в 2010 году (6838 человек).

## История

### Колонизация
Камден — четвёртый по возрасту город Южной Каролины, расположенный вдали от моря. В 1730 году Камден стал частью плана развития поселений, изданного королём Великобритании Георгом II. 

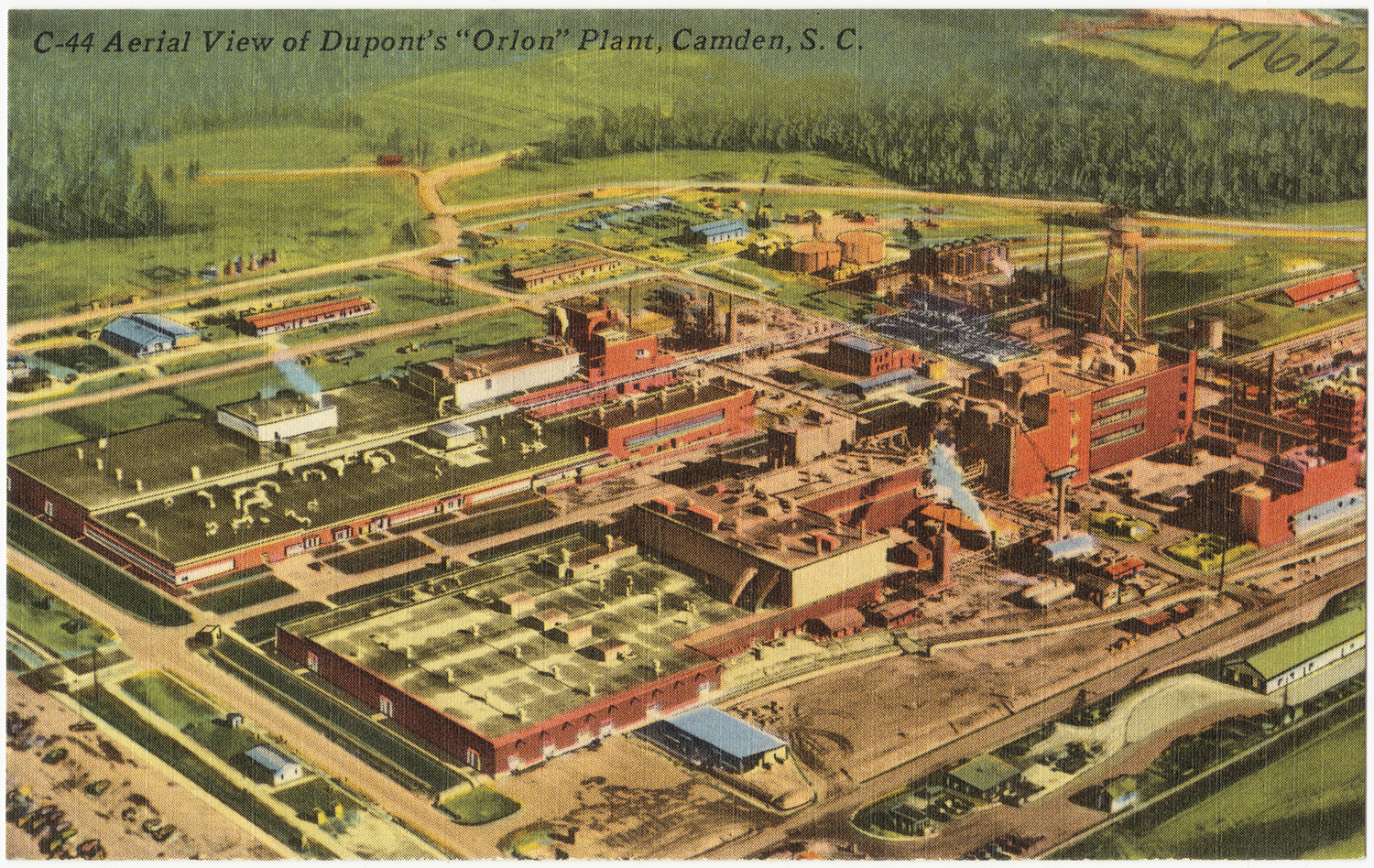
Завод Дюпона в Камдене на почтовой открытке

На официальном сайте округа Кершо говорится: «Первоначально он был заложен в 1732 году как город Фредериксбург на болоте реки Уотери (к югу от нынешнего города), когда король Георг II приказал основать одиннадцать поселений, расположенных вдоль рек Южной Каролины, но лишь немногие местные поселенцы предпочли взять участки, обследованные в городе, выбрав возвышенности к северу. Вскоре поселение исчезло...» 
В 1758 году Джозеф Кершоу из Йоркшира, Англия, прибыл в поселение, основал магазин и переименовал город в «Пайн-Три-Хилл» (англ. Pine Tree Hill). Вскоре Камден стал важным центром внутренней торговли в колонии. Кершоу предложил переименовать город в Камден в честь графа Кэмдена, поборника колониальных прав в британском парламенте. В 1770-х годах здесь располагалась одна из первых американских фарфоровых фабрик, основанная Джоном Бартлэмом.

### Война за независимость
Май 1780 года принёс войну в Чарльстон, когда город перешёл под контроль короны. Лорд Чарльз Корнуоллис и 2500 его лоялистов и британских солдат двинулись к Камдену и основали там главный британский опорный пункт снабжения для южной кампании. 

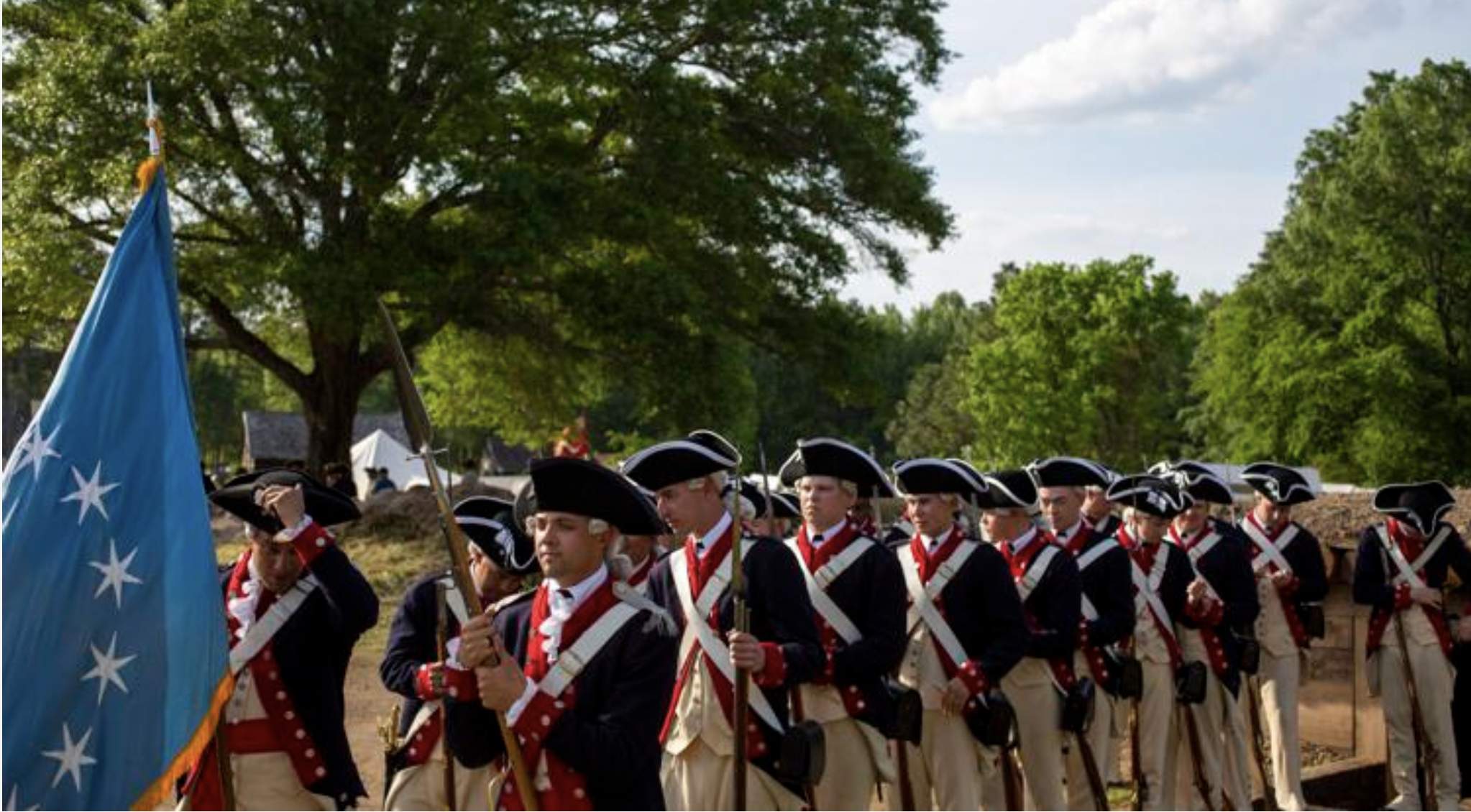
Реконструкция событий революции в Камдене

Камденское сражение, ставшее самым сокрушительным поражением американцев в ходе Революции, произошло 16 августа 1780 года недалеко от Камдена, а 25 апреля 1781 года состоялась битва при Хобкирк-Хилл между примерно 1400 солдатами под командованием генерала Натанаэля Грина и 950 лоялистами и британскими солдатами под командованием лорда Фрэнсиса Родона. Последняя битва стала для британцев дорогой победой и вынудила их покинуть Камден и отступить к побережью.
После Революции значение и богатство Камдена, как крупного торгового города, имеющего прямые связи с Чарльстоном и всем миром, существенно возросли. Региональные продукты, дополненные товарами из внутренних районов Северной Каролины и дальних западных земель, перевозились из Камдена в Чарльстон на плоскодонных речных судах, курсировавших по соседней реке Уотери до появления железной дороги в 1842 году. В 1857 году в городе открылась епископальная семинария, но кампус сгорел во время вторжения войск Шермана. Школа так и не открылась вновь.

### Гражданская война

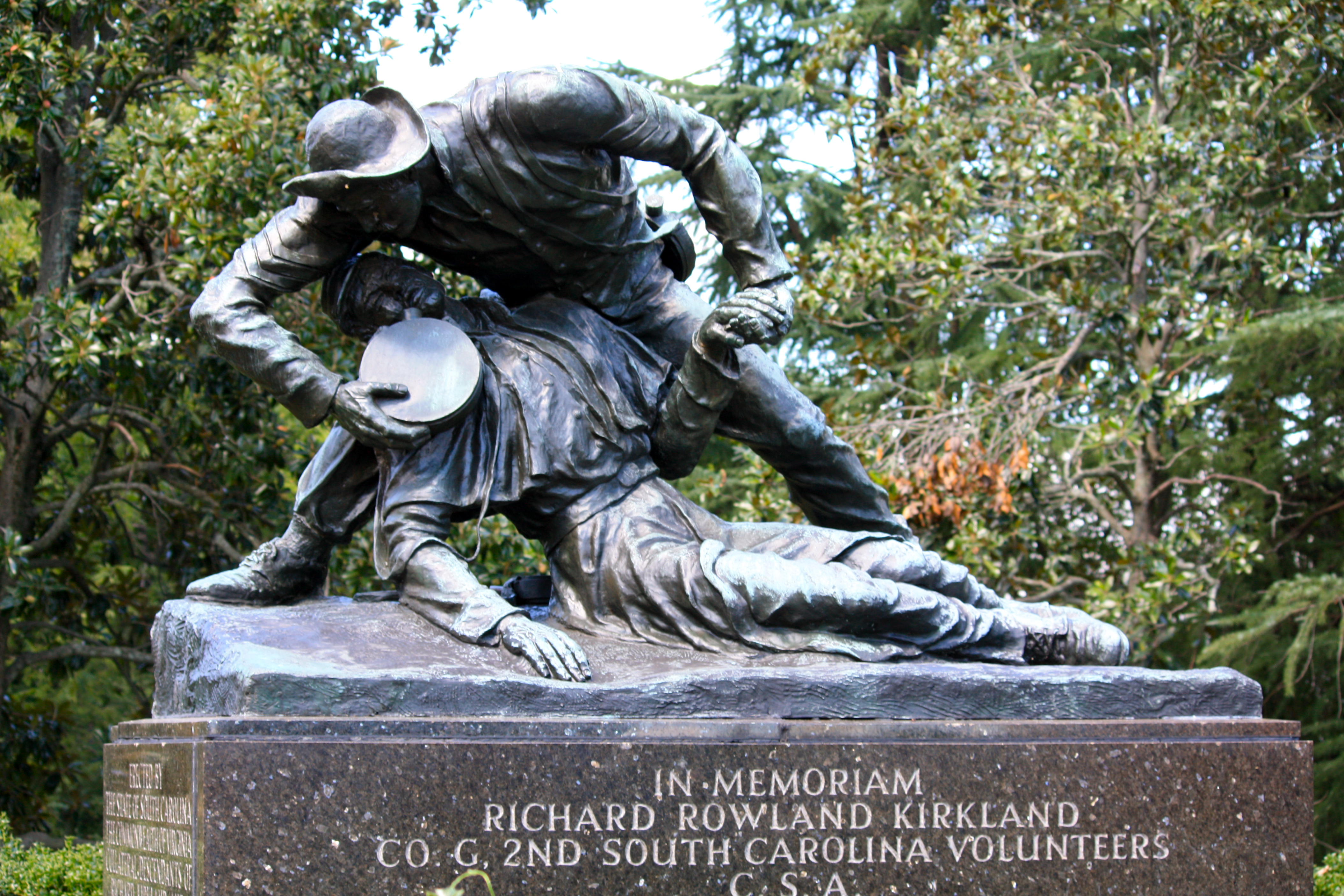
Памятник Ричард Роуленд Киркленд в городе Фредериксберге

Во время Гражданской войны в США шесть уроженцев города Камдена и близлежащих плантаций (Джозеф Бревар Кершоу, Джеймс Чеснат, Джеймс Кэнти, Захария К. Дис, Джон Борденейв Вильпиг и Джон Доби Кеннеди) стали генералами армии Конфедеративных Штатов Америки. Ричард Роуленд Киркленд, герой битвы при Фредериксберге, прозванный солдатами обеих враждующих сторон «Ангел из Мэри-Хайтс», был похоронен на Старом квакерском кладбище. 
В конце войны части армии Союза под командованием Шермана сожгли дома конфедератов и близлежащие постройки, включая целый квартал зданий в центре города. Последним федеральным офицером, погибшим в Гражданской войне, был первый лейтенант Э. Л. Стивенс из 54-го Массачусетского пехотного добровольческого полка, погибший в перестрелке в 9 милях к югу от Камдена в сражении при Бойкинс-Милл 18 апреля 1865 года.

### Последующие годы

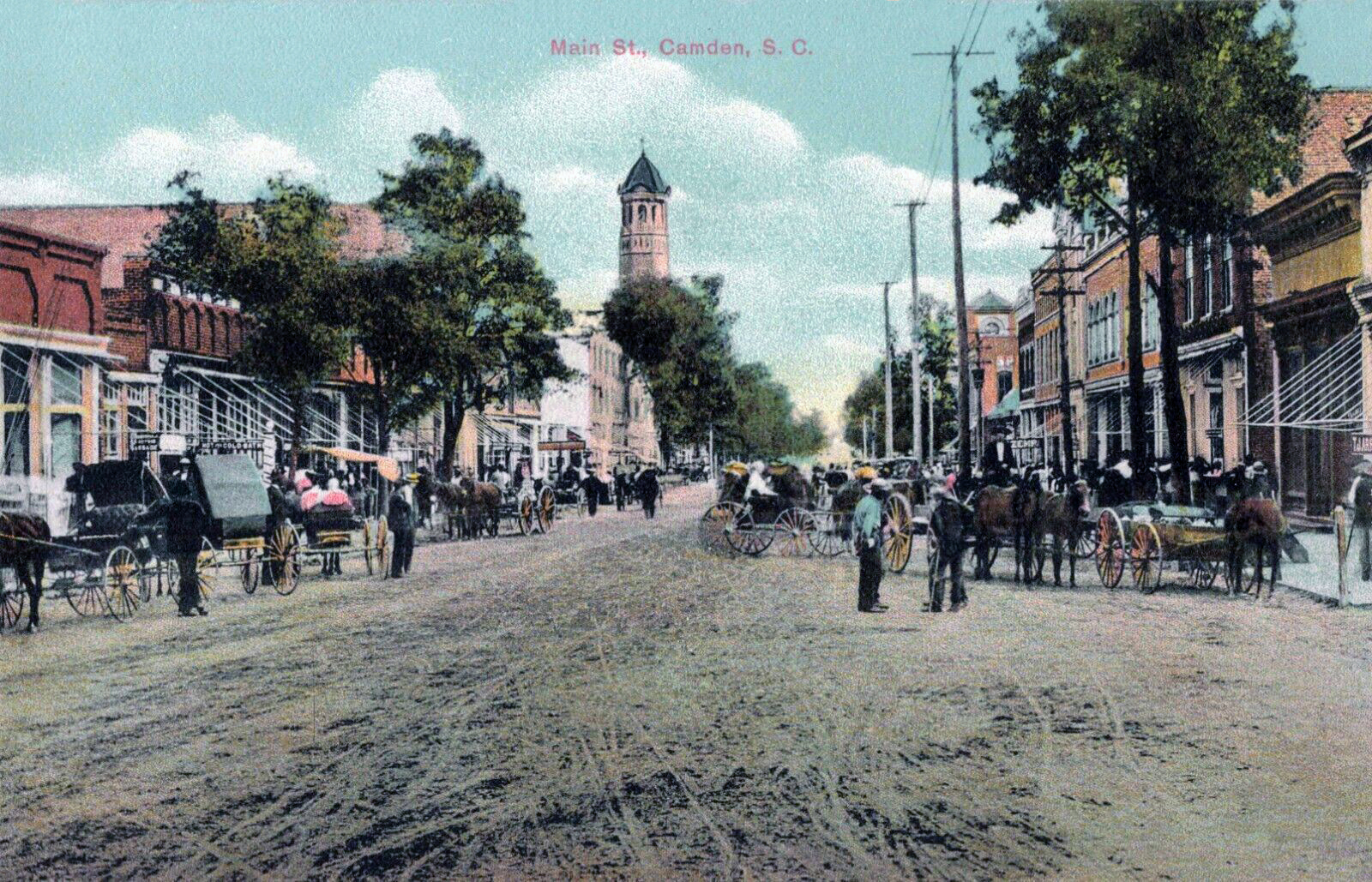
Мейн-Стрит в 1909 году

С середины 1880-х годов Камден стал популярным местом зимнего отдыха для состоятельных северных семей. В итоге три курортных отеля предлагали зимние туристические возможности вплоть до 1930-х годов и позже. Город стал ассоциироваться со многими видами конного спорта и сейчас является местом расположения третьего по возрасту действующего поля для игры в поло в Америке. Зимой здесь живут более 1500 чистокровных лошадей. 
Интерес к конному спорту сохранился и сегодня, поэтому конная индустрия является важной частью экономики округа. Город неофициально называют «мировой столицей стипль-чеза».

## География
Камден расположен в регионе Мидлендс, штат Южная Каролина, в юго-центральной части округа Кершо на северо-восточном берегу реки Уотери (Катоба), южного притока реки Санти. 

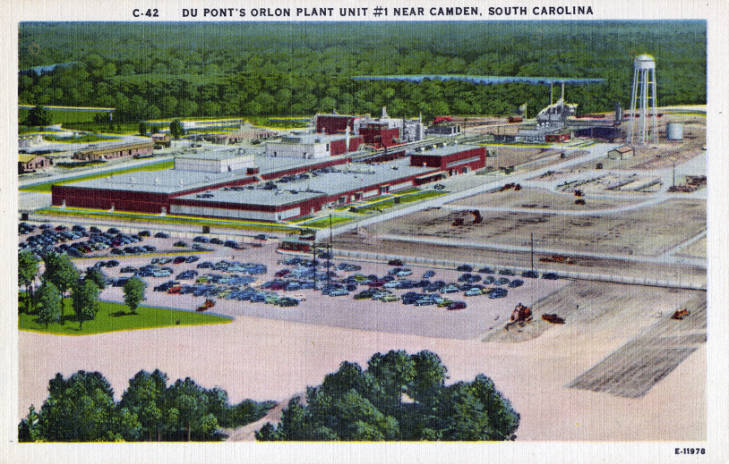
Камден на открытке

В соответствии с данными указанными на сайте центрального статистического органа страны — Бюро переписи населения США, общая площадь Камдена составляет 11,39 квадратных мили (29,49 км²), из которых 10,68 квадратных мили (27,66 км²) приходится на сушу, а 0,71 квадратных мили (1,83 км² или 6,21%) занимает водная поверхность.
Шоссе I-20 проходит в двух милях (3 км) к югу от центра города; оно ведёт на 50 миль (80 км) на восток до Флоренции и на юго-запад до Колумбии.